# فرهاد پنجم

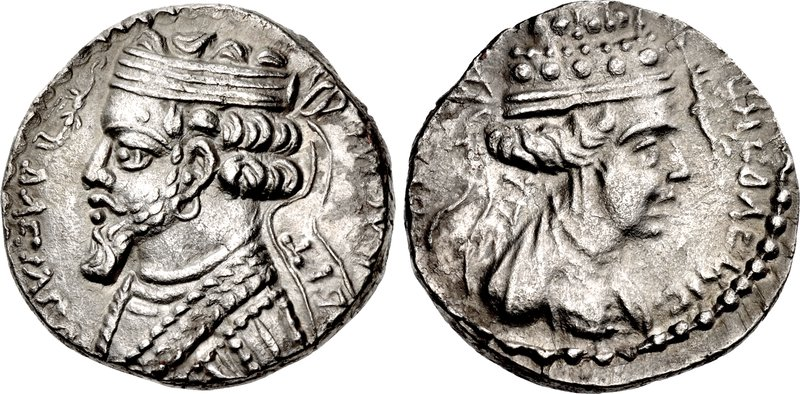
سکه مشترک فرهاد پنجم و ملکه موزا، ضرب سلوکیه.

فرهاد پنجم یا فرهادک (اشک پانزدهم) یا فرهات (پارتی: 𐭐𐭓𐭇𐭕-Frahāt, یونانی باستان: Φραάτης-Phraátēs) (۲پ. م تا ۵م) پانزدهمین شاه ایران از خاندان اشکانی است. او پس از مسموم کردن پدرش فرهاد چهارم به کمک مادر رومی خود ملکه موزا و همراه وی به‌طور مشترک بر تخت سلطنت نشست و به همراه مادرش به رتق و فتق امور پرداخت.
در سکه‌های فرهاد پنجم صورت وی و مادرش هر دو دیده می‌شود. از سکه‌های مزبور چنین استنباط می‌شود که سلطنت او از ۲ ق.م. تا ۴ م. بود و مورخان هم غالباً همین سال‌ها را یاد کرده‌اند. اشکانیان از فرهادک ناراضی بودند و یکی از جهات نارضایتی مزبور این بود که او از ارمنستان صرف نظر کرد، در صورتی که از زمان مهرداد دوم دولت پارت نظر خاصی به این کشور داشت و می‌خواست آن را مانند سنگری در مقابل روم در تحت نفوذ خود نگاه دارد. به جهات گوناگون وضع فرهادک در ایران مشکل شد و سرانجام شورشی برضد وی روی داد و پس از زدوخورد مختصری، بزرگان و نجبای کشور او را از شاهی برداشتند. واقعهٔ مهم زمان او، تولد عیسی مسیح بود.
در سال ۱ میلادی ملکه موزا به پسرش فرهاد گفت: اگر اشکانی دست از ارمنستان نکشد این جنگ ادامه خواهد یافت. در همین سالها پیمان‌نامه فرهاد پنجم با امپراتوری روم منعقد گردید. به موجب این پیمان قوای اشکانی از ارمنستان دست‌کشیده و عقب‌نشینی کردند. در سال ۴ پس از میلاد، فرهادک و مادرش پس از برکناری توسط اشراف اشکانی به روم گریختند و ارد سوم را به عنوان پادشاه تاج‌گذاری کردند.

## ادعای ازدواج با مادر
یوسف فلاوی، تاریخ‌نگار رومی سده یکم، به ادعاهایی مبنی بر ازدواج موزا با پسرش اشاره می‌کند. اما مدرکی وجود ندارد که ادعای یوسف را تأیید یا رد کند. شواهد موثقی مبنی بر ازدواج میان والدین و فرزندان چه در زمان اشکانیان، و چه در زمان هخامنشیان، پیشینیان ایرانی آن‌ها، وجود ندارد. تاریخ‌نگار معاصر جوآن ام. بیگوود گزارش یوسف را «جداً گمراه‌کننده» می‌خواند و با اشاره به شباهت‌های بسیار زیاد آن با داستان سمیرامیس، ملکه آشور، نتیجه می‌گیرد که روایت وی از موزا به احتمال زیاد از یک داستان عامیانه نشأت گرفته شده است. لئوناردو گرگوراتی نیز به همین ترتیب تاریخی بودن گزارش یوسف را زیر سؤال می‌برد و آن را «شبه‌تاریخی» می‌خواند. او استدلال می‌کند که یوسف «برای اثبات ضعف نهادی اشکانیان، نقشی تخیلی برای زنان اشکانی» ایجاد کرده است.